# バルドル
バルドル（古ノルド語: Baldr、Baldur、英語: Balder）は、北欧神話の光の神である。
後述の『スノッリのエッダ』では、最も賢明で、美しく光り輝く美貌と白いまつ毛を持ち、雄弁で優しいとされ、やや優柔不断な面もあったが彼の裁きは不変であるといわれる。
両親はオージン（オーディン）とフリッグ、妻はネプの娘ナンナで、彼女との間に息子フォルセティがいる。ブレイザブリク（ブレイダブリク、ブレイザブクリク）という館に住みフリングホルニという船を所有している。
両『エッダ』においては、ロキの奸計により異母弟ヘズにより殺されるが、ラグナロクで世界が滅びた後に現れる新世界に甦り、ヘズと共に暮らすとされている。罪なくして一度死んだ後に復活するという神話は、キリスト教の伝播に伴ってその影響を受けたものとも考えられている。山室静によれば、バルドルはサガなどでは戦士とみなされており、彼が神として崇拝されていた形跡はないという。

## 『エッダ』

### 『古エッダ』
『古エッダ』の詩『バルドルの夢』では、バルドルが悪夢を見たことを心配したオージンが自らニヴルヘル(en)に下り、死んだ巫女を目覚めさせて、バルドルの運命を尋ねる。詩は、バルドルがヘズに殺されること、ヘズに対し復讐をするのがリンドとオージンの間の子として生まれ1夜で武器をとるヴァーリであることを伝え、互いの正体を知った後に巫女がオージンに帰郷を勧めるところで終わる。
ヴァーリによるヘズへの復讐は、『古エッダ』の『巫女の予言』、および『ヒュンドラの歌』第29節において説明されている。

### 『ギュルヴィたぶらかし』

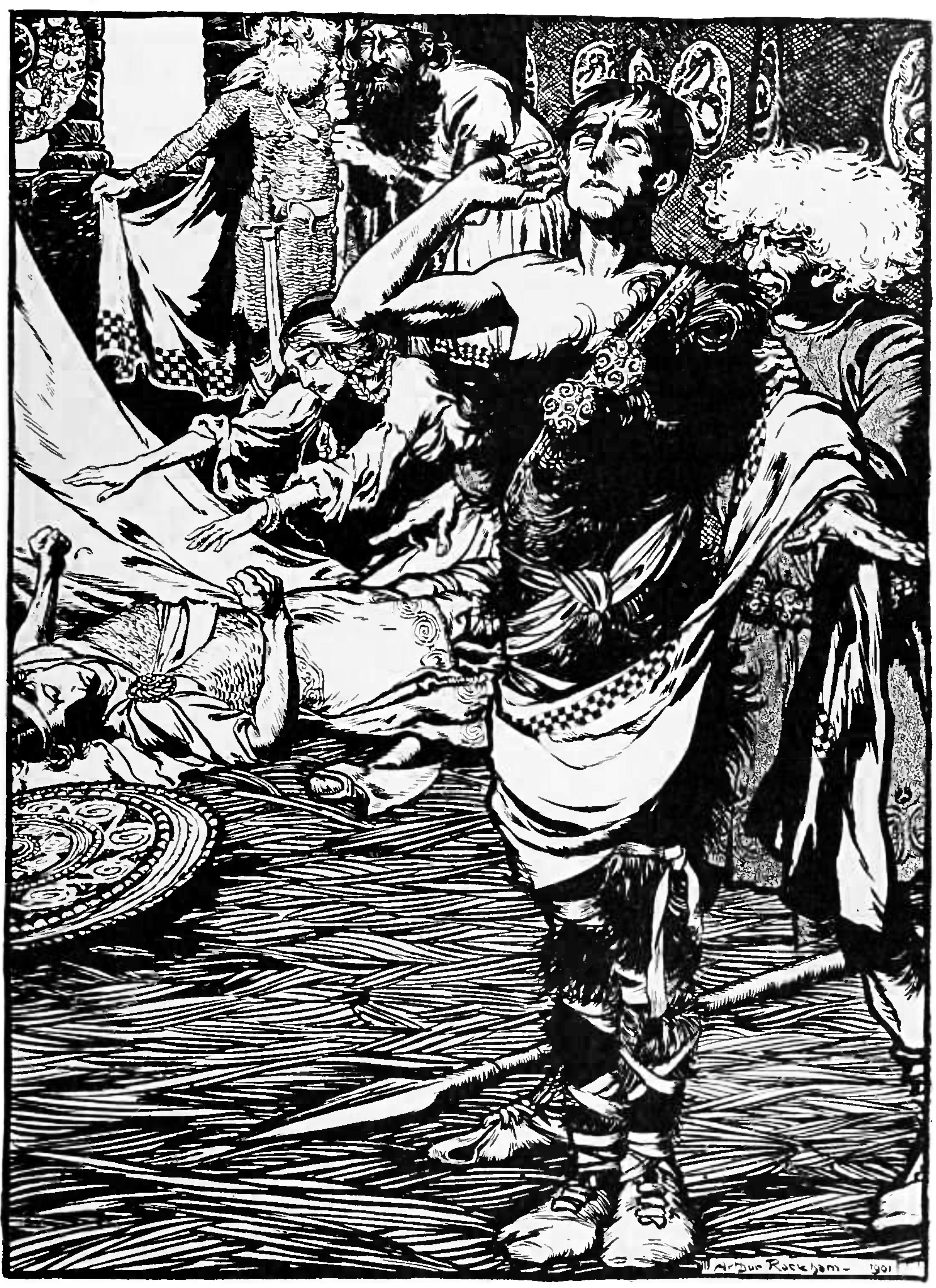
ロキにそそのかされたヘズに射られて倒れたバルドル。アーサー・ラッカムによる（1901年）。

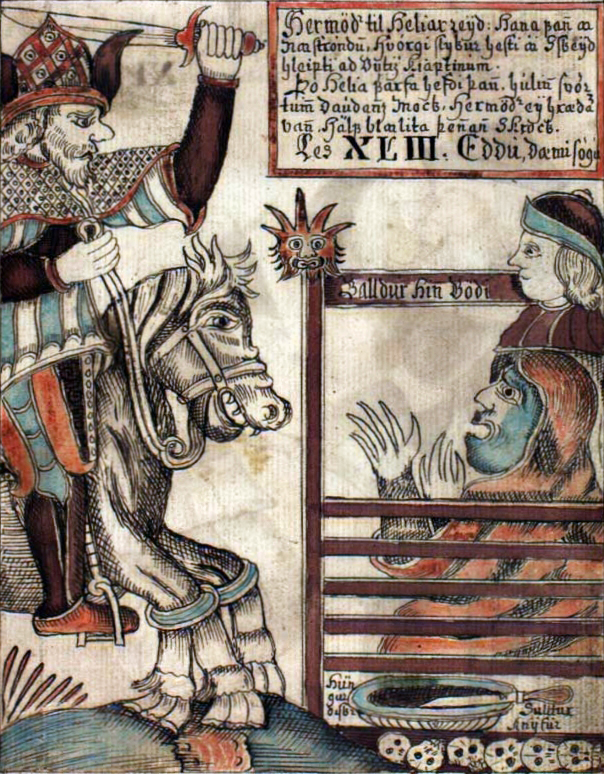
ヘルモーズを迎えるバルドルとヘル。18世紀のアイスランドの写本『NKS 1867 4to』より。

『スノッリのエッダ』第一部『ギュルヴィたぶらかし』では、『古エッダ』とはまた異なるエピソードが語られている。
バルドルは神々の中でもっとも美しく万人に愛された。ある日から悪夢を見るようになると、これを心配した母フリッグは世界中の生物・無生物に彼を傷つけないよう約束させた。そのため、いかなる武器でも彼を傷つけることは出来なくなった。だがこのとき実は、たった一つ、ヤドリギだけは若すぎて契約が出来ていなかった。
傷つかなくなったバルドルを祝い、神々はバルドルに様々なものを投げつけるという娯楽にふけっていた。だが、ヤドリギのことを知ったロキが、バルドルの兄弟で盲目のために遊戯の輪から外れていた神ヘズをたぶらかし、ヤドリギ（ミスティルテイン）を投げさせた。これによりバルドルは命を落としてしまった。
これを嘆いたフリッグに応えて、バルドルの弟のヘルモーズが死の国ヘルヘイムへ向かい、女王ヘルに彼を生き返らせてくれと頼んだ。ヘルは「本当に、全世界の者が彼のために泣いているというならば生き返らせてやろう」と約束した。
フリッグの頼みで、本当に全世界のあらゆる生物・無生物が彼のために泣いた。ところが、たった一人、巨人の女セック（ソック）が泣かなかったのでバルドルは戻ってこなかった。このセックの正体は実はロキで、このことから彼は神々に捕らえられ罰を受けることになった。
バルドルの死によって光を失った世界は、やがてラグナロクを迎える。『ギュルヴィたぶらかし』及び『古エッダ』の『巫女の予言』の伝えるところでは、オージンをはじめとして多くの神が死に、世界は滅ぶ。やがて新しい大地が浮かんでくると、バルドルはヘズと共によみがえってくる。

### 『詩語法』
『詩語法』ではバルドルを表すケニングとして、「オーディンとフリッグの子」、「フリングホルニとドラウプニルの所有者」、「ホズの敵」、「ヘルの友」などを紹介している。

## 『ユングリング家のサガ』
スノッリ・ストゥルルソンは、『ヘイムスクリングラ』の『ユングリング家のサガ』第5章においても、バルドルがブレイザブリクに居住したとしている。それはログ湖（現在のスウェーデン・メーラレン湖）のほとりの古シグトゥーナ(en)にあり、バルドルは神殿のゴジとして、オージンからその地を与えられた。

## 『デンマーク人の事績』

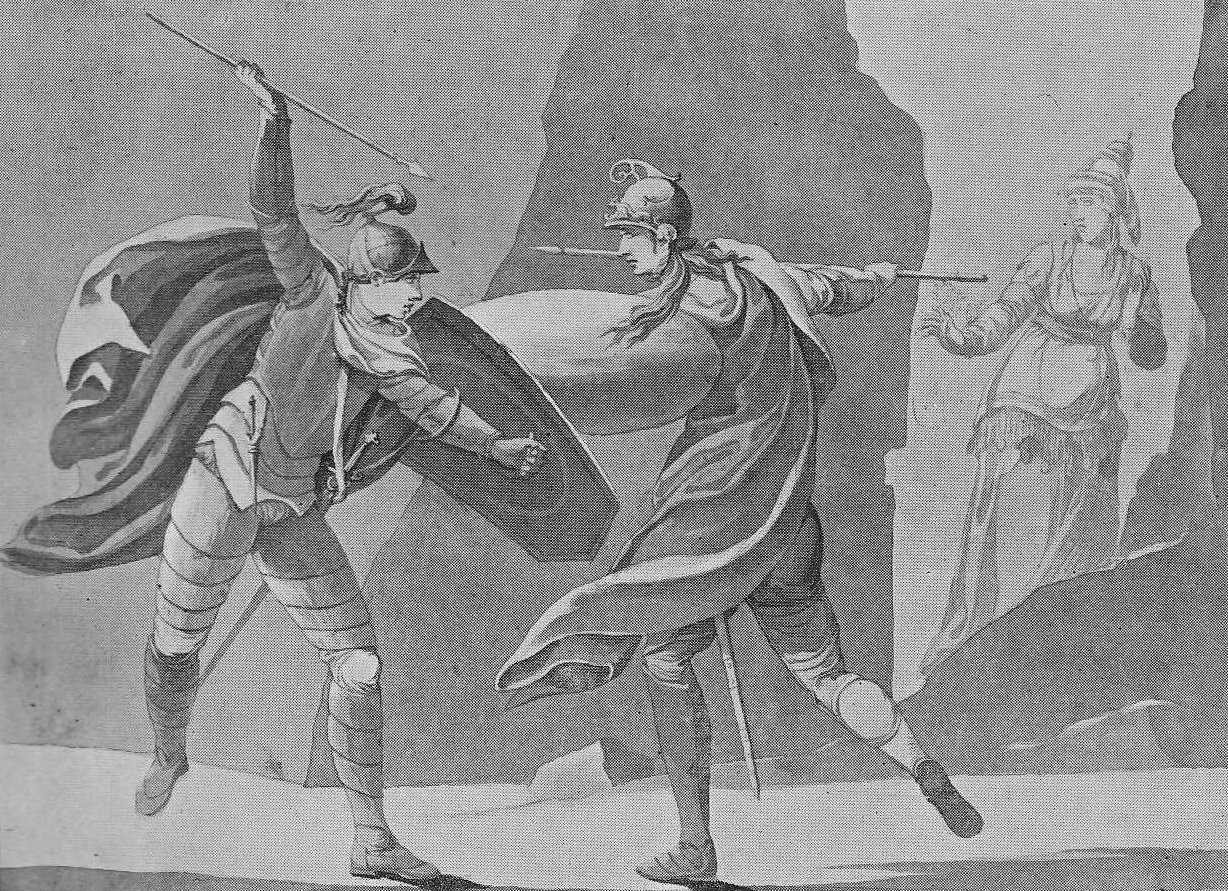
ナンナをめぐってホテルスと戦うバルデルス。Johannes Wiedeweltによる（1775年）。

サクソ・グラマティクスが著した歴史書『デンマーク人の事績』において、バルドルはオーティヌス（オーディン）の息子である半神の戦士・バルデルス（またはバルデル）として登場し、性格も勇猛に描かれている。その肉体はどんな武器も貫けないが、森に住む神サチュルンであるミミングが持つ剣ならば傷つけることができるとされる。バルデルスはまた、3匹の蛇の毒を混ぜた特殊な食料を食べて力を得ている。ホテルス（ヘズ）の乳兄妹のナンナをめぐってホテルスと争い、オーティヌスやトールの助力の甲斐なくホテルスとの海戦で敗れる。その後も幾度かの対決でバルデルスが優位に立つが、ナンナがホテルスと結婚すると、彼女の幻影に悩まされて病気になり、歩行ができなくなり馬車で移動するようになる。ホテルスにスウェーデンとデンマークを支配されたため、デンマークを回復すべく双方の軍勢をぶつけ合う。そのさなか、洞窟に住む3人の乙女たちから勝利の帯を与えられたホテルスによって剣で脇腹を刺される。自分の死を覚悟しつつバルデルはホテルスとの争いを続けたが、傷の痛みが増して3日後に落命する。死体はデンマーク人によって大きな塚に葬られる。

## 備考
小惑星(4059) Balderはバルドルにちなんで命名された。

## 脚注

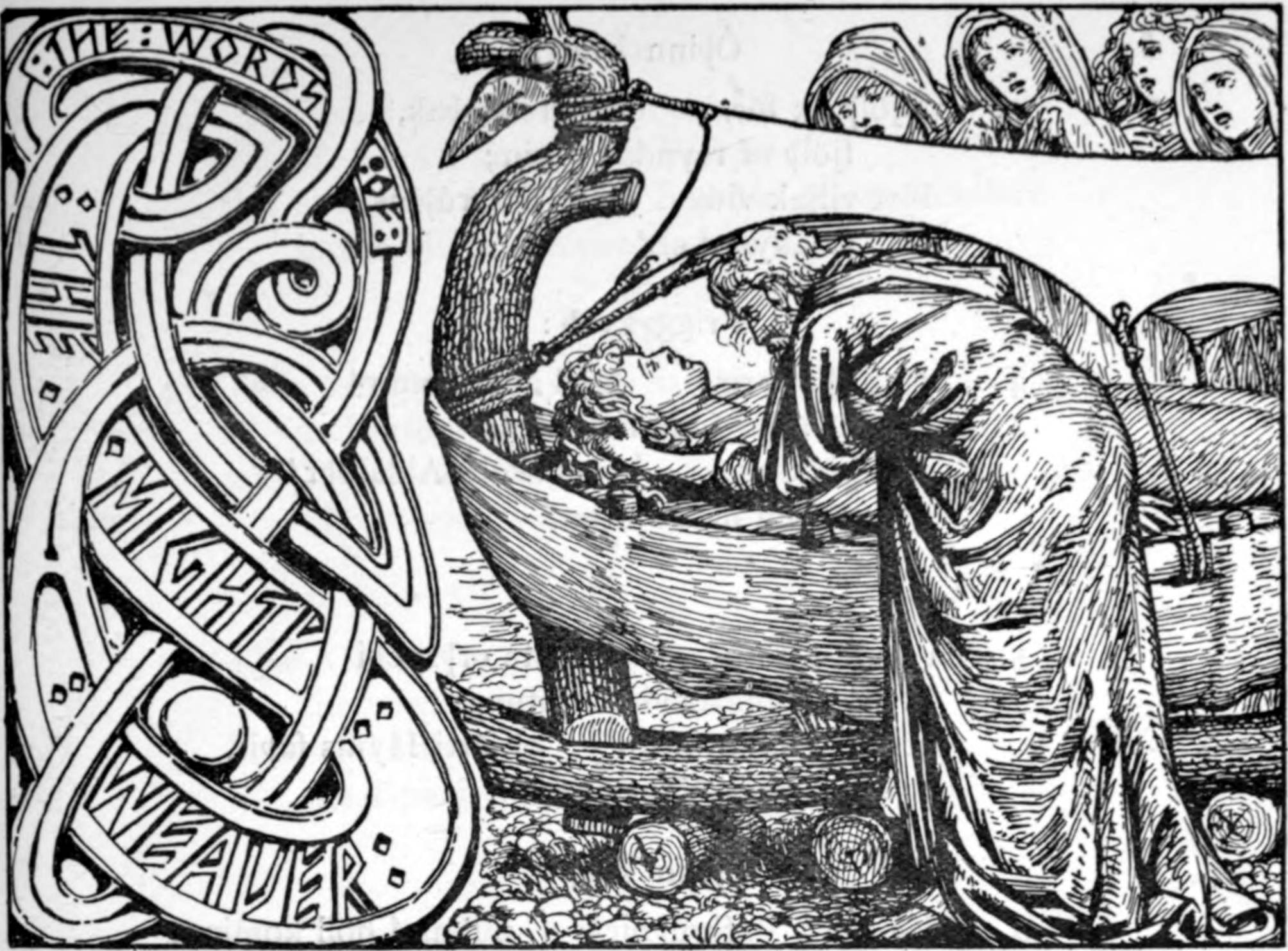
『ヴァフスルーズニルの言葉』では、オージンがバルドルの遺体の耳元で何かをささやいたとされる。コリングウッドによる（1908年）。